# Lo Barret (revista)
Lo Barret: organo de la societat del mateix nom, sortirá quant ho tindrá per convenient, o també conegut com únicament Lo Barret, va ser una revista humorística fundada per Ramon Minguell, que també n’era el redactor dels articles entre 1886 i 1887, i publicada per primer cop a Terrassa, concretament a la impremta d'Estrada, Miquel i Ca. del carrer de Sant Pere, el 4 d’abril de 1886. Va ser una revista humorística escrita en català amb una periodicitat de publicació d’articles irregular. El contingut que s'hi trobava en aquestes publicacions eren poesies, escrits en prosa o representacions teatrals amb tocs satírics i humorístics per mostrar què passava en una societat creada i idealitzada anomenada Societat del Barret.
La primera època de Lo Barret transcorre entre el 4 d’abril 1886, amb la primera publicació de la revista. Seguida de 6 publicacions més el 25 d’abril, 13 de juny, 15 d’agost, 19 de setembre, 25 de desembre de 1886, i el 6 de febrer 1887, quan es publica el setè article i el darrer d’aquesta primera època. La segona època, dirigida per Vicens Bufí i Prat, ocupa un trimestre de l’any 1891 amb un total de 5 publicacions: el 5 i 18 de febrer, el 8 i 25 de març i la darrera de la seva història el 19 d’abril.
Actualment els diferents exemplars de la revista es troben dipositats a la Biblioteca Central de Terrassa.

## Estil
A les portades mixtes (títol i contingut) de les publicacions de la primera època de Lo Barret, abans del contingut periodístic, hi havia el títol en què en comptes d’escriure la paraula barret  hi havia un dibuix del mateix objecte, el qual també apareixia en les separacions de seccions de la revista, i a sota del dibuix hi havia escrit “organo de la societat del mateix nom, sortirà quant ho tindrá per convenient”, remarcant la irregularitat en que es publicaven els números de la revista.
Al títol a partir de la segona època, ja hi haurà escrita la frase Lo Barret i afegeix a sota “Periódich humorístich, satírich, il·lustrat y literari”,  i també que sortirà un número dues vegades al mes, encara que estigui núvol. Aquest breu període de la segona època (1r trimestre de 1891) sí tindrà periodicitat més regular respecte la primera època.

## Preu
També a la portada, hi mostrava el preu del número de la revista, equivalent a “2 galls” o “Números atrassats: 3 llufas”. A partir de la segona època, el preu d’un número és de 5 cèntims, mentre que el d’un número extraordinari il·lustrat és de 10 cèntims, i els números endarrerits valien 4 pessetes.

## Contingut
En els números de la primera època remarcava que el director i redactor de la revista era Ramon Minguell, que s'imprimia des del carrer de Sant Pere. Textualment diu el següent també “Com que no volem tenir cap mal de cap en porta’ls llibres, no s'admeten subscripcions ni anuncis”, així com tampoc volien cap treball firmat, escrits amb mala lletra ni citacions. I acaba el preludi anterior al contingut periodístic trobem la frase “Qui tingui mals de cap que se’ls passi... y llestos”. A la segona època de Lo Barret, a diferència que a la primera, no hi posa qui dirigeix ni redacta la revista, ni el preu de subscripció. El lloc de impressió de la revista canvia als baixos del número 12 del Carrer de Puignovell, a Terrassa. En aquest període tampoc admeten subscripcions, 
En el contingut de Lo Barret, dins de la història de la fictícia i humorística Societat del Barret, hi trobem un primer relat en forma de conte o història, diferents en casa número de la revista, sobre un fet que envolta aquesta societat, i signat com “Lo Barret”. Altres subapartats de la revista que es mantenen durant tots els números, o en la majoria, de Lo Barret són: les “Barretadas”, que també eren relats en forma de conte, les “Ratllas curtas”, eren poesies (n’apareixen varies al llarg de número), les “Veus de safreix” eren relats sobre fets de la ciutat de Terrassa amb una escriptura informal i com en una conversa, els “Cantars” eren també poesies per dir oralment, l’apartat “De la vora del foch”, que eren històries breus, i “Epígramas”, “Última hora” o “Coneixements Inútils” que sortien en alguns números només.